# Tylösand
Tylösand est une localité du sud de la Suède, dans la commune de Halmstad. Elle est reconnue pour sa plage, mise notamment en chanson par le chanteur, producteur et DJ Basshunter sous le titre Strand Tylösand.